# Barenatura
La barenatura è una lavorazione meccanica con asportazione di truciolo. Consiste nell'asportare materiale da un foro affinché il suo diametro venga aumentato ottenendo un'elevata finitura, sia di rugosità che di tolleranza. Viene definita da un moto rotatorio dell'utensile (detto "bareno" o "testa d'Andrea") mentre il pezzo in lavorazione rimane fermo. La barenatura è un'operazione di finitura leggera, asportando una minima quantità di materiale in modo da avere una misura specifica del foro da lavorare.
Una limitazione di questa lavorazione è il diametro massimo del foro, necessariamente limitato; è quindi adatta per la lavorazione di cilindri, sedi di cuscinetto e tutto ciò che necessita di precisione particolare.
La macchina con cui si esegue la barenatura è detta "barenatrice".

## Tipi di teste
Le teste della barenatura possono essere di vario tipo:
- a un tagliente: utilizzata per operazioni di finitura o per operazioni di sgrossatura e finitura per quei materiali dove il controllo del truciolo risulta essere difficile; questa soluzione è utile anche quando la potenza della macchina è ridotta;
- a più taglienti: implica la presenza di due o tre taglienti; viene adottata per le operazioni di sgrossatura quando il volume di truciolo da asportare è considerevole; permette un'elevata produttività, dato che la velocità d'avanzamento per dente viene moltiplicata per il numero di denti, ottenendo in tal modo lavorazioni più rapide;
- a gradini: viene utilizzata in operazioni di sgrossatura mediante un bareno con inserti posizionati a diversi diametri e altezze assiali; permette di migliorare il controllo dei trucioli[non chiaro].